# Flechtdorf
Flechtdorf ist der älteste Ortsteil in der Gemeinde Diemelsee im nordhessischen Landkreis Waldeck-Frankenberg. Der Ort hat eine über 1100-jährige Ortsgeschichte. Seit 1702 sind in dem Ort soziale Einrichtungen bekannt, die sich der Pflege von Kranken, der Betreuung von behinderten Menschen und der Altenpflege widmen.

## Geographie

### Geographische Lage
Flechtdorf liegt im Upland im Naturpark Diemelsee. Durch den Ort verläuft die Landesstraße 3076, die Aartalstraße. Die Flechtdorfer Höckerflur (332.60) ist Bestandteil der naturräumlichen Gliederung der Region „332 Ostsauerländer Gebirgsrand“. Die dem Ort zugerechnete Gemarkungsgröße beträgt 1.382 Hektar. Bestehende und aufgegebene Siedlungsplätze in der Gemarkung von Flechtdorf sind der Hof Erleheim, die Rainbergsiedlung, die Wüstungen Rotheringhausen und Windehausen und die Burg auf dem Mörderkopf.

### Geologie
Die Geologie um Flechtdorf ist insgesamt der Geologie des ostsauerländischen Gebirgsrandes zugeordnet. Im Nahraum finden sich Besonderheiten durch Schichtungen von Rhenaer Kalk und Posidonienkalk. Vereinzelt wurde in der Nähe von Flechtdorf Bergbau betrieben. Die Geopark-Region Naturpark Diemelsee unterstützt Interessen im Rahmen der Geologie.

### Biostratigraphie
Durch Funde von Trilobiten wurde Flechtdorf mit den Fundorten „am Stunzenberg“ und „am Rottenberg“ (beide an der Aartalstraße), bekannt. 1962 wurde dazue eine Dokumentation von Klaus Dieter Meischner veröffentlicht. Die Erkenntnisse werden seither zur Systematik von Trilobiten und als Referenz für den Fachbegriff „G. spriale“ genutzt.

## Geschichte

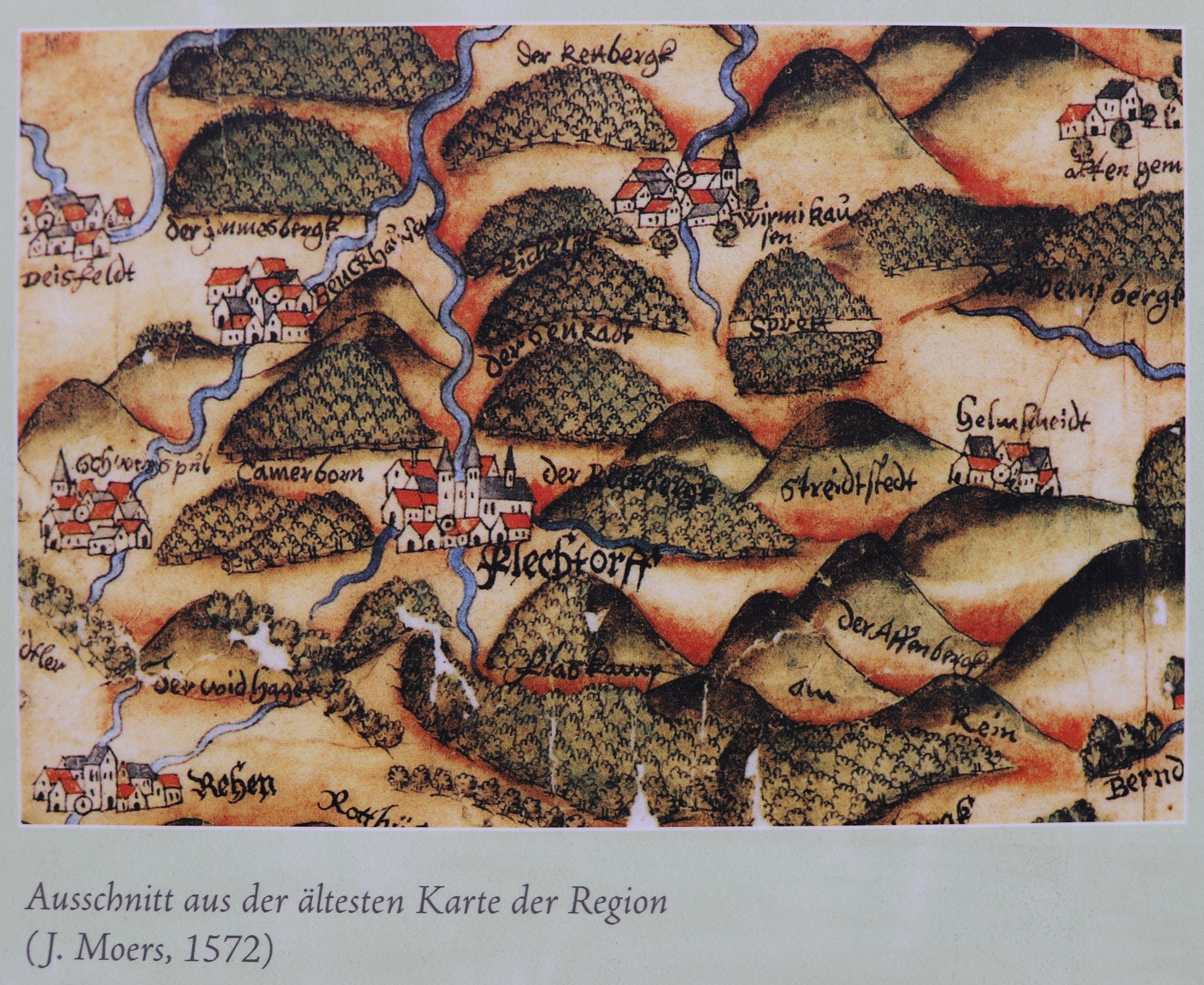
Lage von Flechtdorf, Karte von 1572

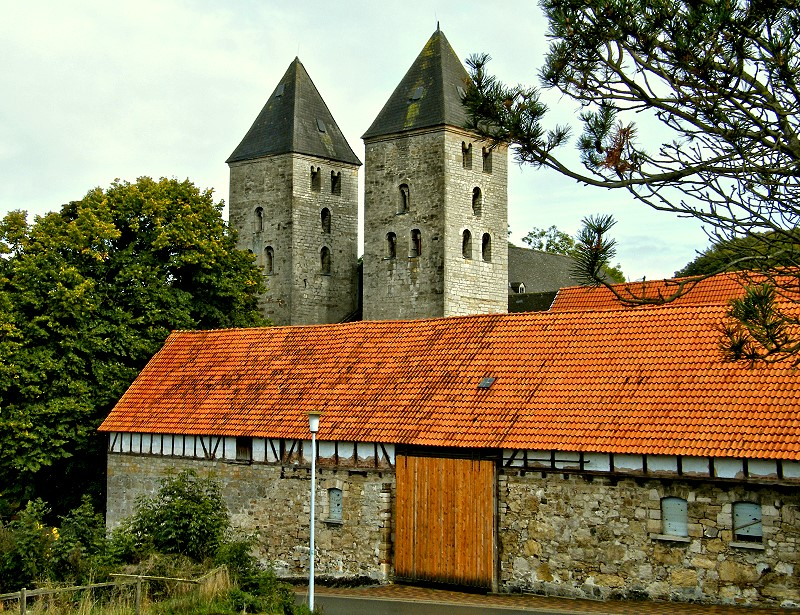
Klosterkirche und Wirtschaftsgebäude

### Ortsgeschichte
Die Geschichte des Ortes ist eng mit der Geschichte des Klosters Flechtdorf verbunden. Um die 830er Jahre wird der Ort bekanntermaßen erstmals in Urkunden des Klosters Corvey erwähnt. Der Ortsname erscheint in älteren Urkunden und der Geschichtsschreibung in zahlreichen Varianten; belegt sind: Fliathorpe (826–876), Flahtthorpe (955), Fliahtthorpe (1025), Flietorp (1101), Fletorp (1104), Flicztorp (1120), Flictorp (1141), Flietorp (1163), Fleitorp (1240), Flechtorff (1537), Flechtorf (1733). und Vletorpe, Vletorpensis, Flietorpensis, Flectorp, Vlechtorpe, -lorp, Vlechdorp, Fleich-, Fleictorph, Flectorpensis, Flichtorf, Flechtorpp, Vlechtorph.
Ein Graf Erpo von Padberg verlegte 1104 das Kloster Boke von Boke nach Flechtdorf. Unter Landgraf Philipp I. wurde die Landgrafschaft Hessen 1526 infolge der Homberger Synode protestantisch. Dies wurde in Flechtdorf rund 30 Jahre später umgesetzt. Im Rahmen der Reformation wechsten Ort und Kloster um 1556 zum Protestantismus.
Das „Landeshospital Flechtdorf“ wurde 1702 von Graf Christian Ludwig eingeweiht. 1704 entstand die Stiftung „Landeshospital Flechtdorf“. Gemäß der Stiftungsurkunde sollten „wenigstens 30 arme Leute, Manns und Weibspersonen daselbst gehalten werden“. Aus den 1860er Jahren ist bekannt, dass die Einrichtung als „Irrenhaus“ im Sinne einer psychiatrischen Klinik für das Fürstentums Waldeck genutzt wurde. Später wurde aus der Einrichtung ein Altenheim.
Während des Kalten Krieges unterhielt das 62. belgische Artilleriebataillon mit Stützpunkt in Essentho von 1963 bis 1993 eine mobile Flugabwehrraketenstellung vom Typ MIM-23 HAWK in Flechtdorf.
2015 wurde die wirtschaftliche Vereinigung der Kirchengemeinden im Bereich der Gemeinde Diemelsee auch für Flechtdorf beschlossen. In der Urkunde vom 12. November 2015 sind alle Liegenschaften der Kirchengemeinde detailliert aufgeführt. In der Urkunde wurden mit den Positionen 1, 3 und 4 der Grundbesitz der evangelischen Kirche in der Gemarkung von Flechtdorf behandelt. Dies betraf einen Grundbesitz von etwa 12 Hektar, was angesichts der Ortshistorie nur einen Bruchteil des mittelalterlichen Kirchenbesitzes ausgemacht hat.

### Gogericht Flechtdorf
Flechtdorf ist ab 1311 als historischer Gerichtsort für sein Gogericht bekannt. Der Zuständigkeitsbereich des Gerichtes hat sich im geschichtlichen Verlauf mehrfach geändert. Für 1537 ist bekannt, dass dieses Gericht für folgende Orte zuständig war: Adorf, Alleringhausen, Benkhausen, Beringhausen, Bömighausen, Deisfeld, Eimelrod, Flechtdorf, Giebringhausen, Hemmighausen, Höringhausen, Neerdar, Ottlar, Rattlar, Rhenegge, Schwalefeld, Schweinsbühl, Stormbruch, Sudeck, Welleringhausen, Willingen, Usseln.

### Historische Gebietszuordnung
Historisch befindet sich das Dorf im Ittergau (auch als „Nitherga“ bekannt). Die politischen Grenzen und religiösen Zuordnungen in dieser Region haben sich mehrfach verschoben. Noch etwa 700 n. Chr. war die Region sächsisch, bis das fränkische Austrasien die Vormachtstellung übernahm. Flechtdorf befand sich am Verlauf der Grenzregion zwischen dem Herzogtum Sachsen im Norden und dem Herzogtum Franken im Süden. Gleichzeitig haben die Benrather Linie, die eine historische Sprachgrenze zwischen nordhessischem Dialekt und westfälische Dialekten wie dem Sauerländer Platt kennzeichnet, und die dat-das-Linie in dieser Region einen ähnlichen Verlauf. Kleinräumige sprachgeographische Grenzen zur Aussprache von Vokalen wurden um Flechtdorf bis in das 20. Jahrhundert nachgewiesen. Bekannt ist die Gebietszugehörigkeit in den ehemaligen Waldecker Grafschaften und dem späteren Fürstentum Waldeck. Nach der Auflösung des Freistaates Waldeck im Jahr 1929 wurde Flechtdorf durch die Zuordnung nach Hessen-Nassau preußisch.

### Administrative Zuordnung seit 1945
Nach 1945 war in der amerikanischen Besatzungszone die Region Groß-Hessen zunächst unter amerikanischer Verwaltung, bis das Bundesland Hessen die Gebietszugehörigkeit für Flechtdorf übernahm.
Zum 31. Dezember 1971 entstand im Zuge der Gebietsreform in Hessen durch den freiwilligen Zusammenschluss der bis dahin selbständigen Gemeinden Adorf, Benkhausen, Deisfeld, Flechtdorf, Giebringhausen, Heringhausen, Ottlar, Rhenegge, Schweinsbühl, Stormbruch, Sudeck, Vasbeck und Wirmighausen die neue Gemeinde Diemelsee. Sitz der Gemeindeverwaltung wurde Adorf.
Für die ehemals selbständigen Gemeinden von Diemelsee wurden gemäß Hauptsatzung Ortsbezirke mit Ortsbeirat und Ortsvorsteher errichtet. Die Grenzen der Ortsbezirke folgen grundsätzlich den Gemarkungsgrenzen.
Das zuständige Amtsgericht ist in Korbach, wo ebenfalls die nächste Polizeidienststelle ist. Die Industrie- und Handelskammer Kassel-Marburg hat eine Außenstelle in Korbach. Der Nordhessische Verkehrsverbund ist Träger des öffentlichen Personennahverkehrs. Die ländliche Entwicklung wird über die Gemeinde koordiniert und von der „LEADER-Region Diemelsee-Nordwaldeck“ gestützt.

### Verwaltungsgeschichte im Überblick
Die folgende Liste zeigt die Staaten bzw. Herrschaftsgebiete und deren untergeordnete Verwaltungseinheiten, in denen Flechtdorf lag:
- vor 1712: Heiliges Römisches Reich, Grafschaft Waldeck, Amt Eisenberg
- ab 1712: Heiliges Römisches Reich, Fürstentum Waldeck, Amt Eisenberg
- ab 1806: Fürstentum Waldeck, Amt Eisenberg
- ab 1815: Fürstentum Waldeck, Oberamt des Eisenbergs (Sitz in Korbach)
- ab 1816: Fürstentum Waldeck, Oberjustizamt des Eisenbergs (Sitz in Korbach)
- ab 1850: Fürstentum Waldeck-Pyrmont (seit 1849), Kreis des Eisenbergs (Sitz in Korbach)[Anm. 1]
- ab 1867: Fürstentum Waldeck-Pyrmont (Akzessionsvertrag mit Preußen), Kreis des Eisenbergs
- ab 1871: Deutsches Reich, Fürstentum Waldeck-Pyrmont, Kreis des Eisenbergs
- ab 1919: Deutsches Reich, Freistaat Waldeck-Pyrmont, Kreis des Eisenbergs
- ab 1929: Deutsches Reich, Freistaat Preußen, Provinz Hessen-Nassau, Regierungsbezirk Kassel, Kreis des Eisenbergs
- ab 1942: Deutsches Reich, Freistaat Preußen, Provinz Hessen-Nassau, Regierungsbezirk Kassel, Landkreis Waldeck
- ab 1944: Deutsches Reich, Freistaat Preußen, Provinz Kurhessen, Regierungsbezirk Kassel, Landkreis Waldeck
- ab 1945: Deutsches Reich, Amerikanische Besatzungszone, Groß-Hessen, Regierungsbezirk Kassel, Landkreis Waldeck
- ab 1946: Deutsches Reich, Amerikanische Besatzungszone, Hessen, Regierungsbezirk Kassel, Landkreis Waldeck
- ab 1949: Bundesrepublik Deutschland, Hessen, Regierungsbezirk Kassel, Landkreis Waldeck
- ab 1972: Bundesrepublik Deutschland, Hessen, Regierungsbezirk Kassel, Landkreis Waldeck, Gemeinde Diemelsee
- ab 1974: Bundesrepublik Deutschland, Hessen, Regierungsbezirk Kassel, Landkreis Waldeck-Frankenberg, Gemeinde Diemelsee

## Bevölkerung

### Einwohnerstruktur 2011
Nach den Erhebungen des Zensus 2011 lebten am Stichtag dem 9. Mai 2011 in Flechtdorf 579 Einwohner. Darunter waren 18 (3,1 %) Ausländer.
Nach dem Lebensalter waren 102 Einwohner unter 18 Jahren, 219 waren zwischen 18 und 49, 96 zwischen 50 und 64 und 159 Einwohner waren älter.
Die Einwohner lebten in 195 Haushalten. Davon waren 39 Singlehaushalte, 60 Paare ohne Kinder und 87 Paare mit Kindern, sowie 12 Alleinerziehende und 3 Wohngemeinschaften. In 36 Haushalten lebten ausschließlich Senioren und in 126 Haushaltungen leben keine Senioren.

### Einwohnerentwicklung
Historische Zahlen zur Entwicklung der Einwohnerzahlen: 
| Jahr | Häuser |
| ---- | ------ |
| 1541 | 36     |
| 1620 | 42     |
| 1650 | 22     |
| 1738 | 41     |
| 1770 | 49     |

| Jahr | Einwohner |
| ---- | --------- |
| 1770 | 325       |
| 1834 | 460       |
| 1840 | 458       |
| 1846 | 479       |
| 1852 | 508       |
| 1858 | 484       |
| 1864 | 495       |
| 1871 | 402       |
| 1875 | 394       |
| 1885 | 420       |

| Jahr | Einwohner |
| ---- | --------- |
| 1895 | 411       |
| 1905 | 402       |
| 1910 | 419       |
| 1925 | 437       |
| 1939 | 436       |
| 1946 | 586       |
| 1950 | 586       |
| 1956 | 518       |
| 1961 | 474       |
| 1967 | 574       |

Einwohnerentwicklung von Flechtdorf von 1770 bis 2019 nach nebenstehender Tabelle

Einwohner mit Hauptwohnsitz in Flechtdorf seit 2001:
| Jahr | Einwohner |
| ---- | --------- |
| 2001 | 606       |
| 2002 | 609       |
| 2010 | 555       |
| 2011 | 563       |
| 2012 | 566       |
| 2013 | 521       |

| Jahr | Einwohner |
| ---- | --------- |
| 2014 | 519       |
| 2015 | 525       |
| 2016 | 525       |
| 2017 | 529       |
| 2018 | 511       |
| 2019 | 514       |

### Historische Religionszugehörigkeit
| • 1885: | 408 evangelische (= 99,27 %), 3 katholische (= 0,73 %)Einwohner   |
| • 1961: | 436 evangelische (= 91,96 %), 35 katholische (= 7,38 %) Einwohner |

## Wappen
Der Gemeinde Flechtdorf wurde am 8. Juli 1953 durch den Hessischen Minister des Innern die Führung eines Wappens genehmigt. Die Blasonierung ist wie folgt beschrieben: „In Schwarz eine goldene, zweitürmige Kirche.“

## Kultur und Sehenswürdigkeiten
Im Ortskern von Flechtdorf befinden sich einige historische Fachwerkhäuser. Eine Bücherei ist im Dorfgemeinschaftshaus. Mit und um den Komplex des ehemaligen Klosters finden sich neben der Abteikirche die renovierten Wirtschaftsgebäude des Klosters und ein Altenpflegeheim nebst dem Dorfteich. Bekannte Veranstaltungen sind der Weihnachtsmarkt im Gutshof des Klosters und Filmangebote im „Open-Air-Kino“.

### Kirchen
- Die evangelisch-lutherische Kirche des Orts befindet sich in der romanischen Klosterkirche der einstigen Abtei.

- An der Aartalstraße liegt eine Einrichtung der Freien Evangelischen Gemeinde, in der ebenfalls Gottesdienste angeboten werden.

### Vereine
Das Vereinsleben von Adorf widmet sich öffentlichen Aufgaben, der Natur sowie sozialen und kulturhistorischen Interessen. Mit der hessischen Verfassungsreform 2018 wurde die Förderung des ehrenamtlichen Engagements als Staatsziel aufgenommen. Das ehrenamtliche Engagement in nordhessischen Orten wie Adorf wurde in Untersuchungen als bemerkenswerter Bestandteil der Zukunftssicherung erkannt.  Nennenswerte Vereine des Ortes sind:
| - Förderverein Kloster Flechtdorf - Freiwillige Feuerwehr Diemelsee-Flechtdorf - Gesangverein Flechtdorf - Heimat- und Verschönerungsverein Flechtdorf | - Jagdgenossenschaft Flechtdorf - Klosterfrauen Flechtdorf - Knobelclub - Posaunenchor Flechtdorf | - TSV Flechtdorf - Sportschützen Flechtdorf - Schützenverein Flechtdorf |

### Auszeichnungen und Wettbewerbe

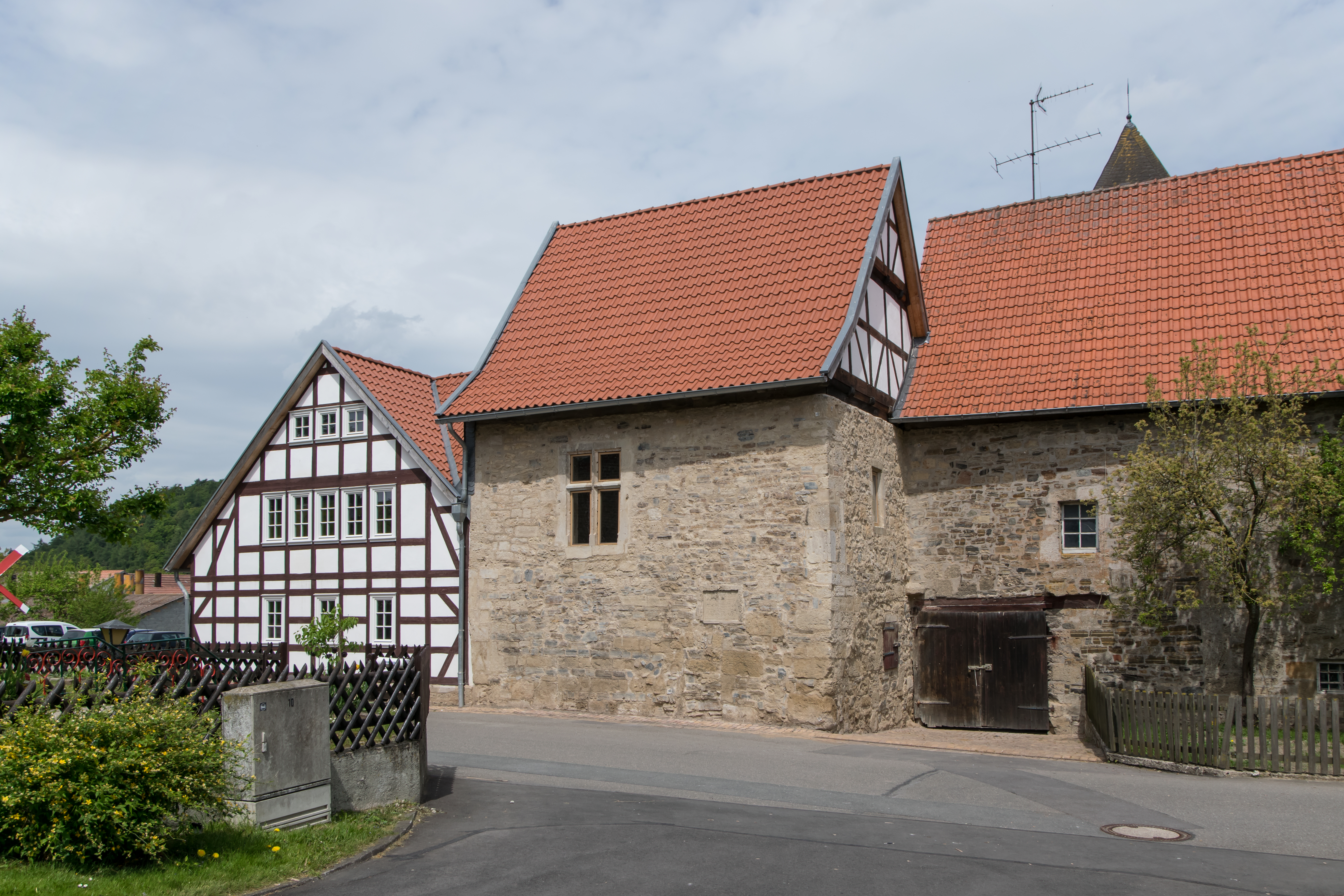
Abtshaus und Tor (Ansicht von Süden)

Den hessischen Denkmalschutzpreis des Jahres 2015 erhielt Flechtdorf für die Renovierung des „Abtshauses“ vom Landesamt für Denkmalpflege Hessen. Das mit dem Tor zum Kloster verbundene Abtshaus stammt aus dem 12. Jahrhundert und zählt zu den wenigen in Deutschland erhaltenen Anlagen dieser Art.

## Wirtschaft und Infrastruktur
In Flechtdorf gibt es die Aartalhalle mit Sportplatzareal und ein Dorfgemeinschaftshaus. Es gibt einen örtlichen Bäckereifachbetrieb mit Café. Neben kleineren Handwerksbetrieben gibt es ökologische Betriebe zur Aufzucht von Pflanzen, Gemüse und Obst. Seit 1960 hat die Firma Weidemann GmbH, als Hersteller von Maschinen für die Land- und Bauwirtschaft, ihren Sitz in Flechtdorf. Ähnliche Geräte und Hoflader werden in Flechtdorf ebenfalls von den Firmen Striegel Maschinenbau (seit 1978) und Schmidt Landtechnik (seit 1990) entwickelt, hergestellt und vertrieben. Mit Bezug auf die Tradition des „Landeshospital Flechtdorf“ betreibt das Waldecksche Diakonissenhaus Sophienheim (WDS) in Flechtdorf ein Alten- und Pflegeheim.
Im südlichen Bereich der Gemarkung befindet sich die „Mülldeponie Flechtdorf“. Der Eigenbetrieb „Abfallwirtschaft des Landkreises Waldeck – Frankenberg“ betreibt dort die Abfallentsorgungsanlagen: zentrale Siedlungsabfalldeponie mit Recyclinglager, Sickerwasserkläranlage, 2 Kompostwerke 2 Müllumladestationen.
Der Deutsche Wetterdienst (DWD) betreibt eine Radarstation zur Erfassung von meteorologischer Daten in der Flechtdorfer Gemarkung. Der „Stahl-Gittermast-Turm“ mit der Radarkuppel ist 73 Meter hoch und befindet sich etwa 200 Meter westlich der Mülldeponie.
Die deutsche Luftwaffe hatte folgende Friedenseinsatzstellungen (FAST) in Flechtdorf: FAST 1./FlaRakGrp 38, und FAST 3./FlaRakGrp 38. Auf Teilen des ehemaligen Sperrgebietes werden im 21. Jahrhundert Windkraftanlagen betrieben.
Der öffentlichen Nahverkehr wird vom Nordhessischen VerkehrsVerbund betrieben. Der nächste Bahnanschluss ist in Korbach, wo sich auch der nächste Flugplatz befindet (siehe Verkehrsanbindung Korbach).

## Persönlichkeiten
- Friedrich Schultze (1808–1906), deutscher Landwirt und Abgeordneter